# American Eagle A-129
El American Eagle A-129 fue un biplano estadounidense construido por la American Eagle Aircraft Corporation en los años 20 del siglo XX.

## Diseño y desarrollo
El precedente American Eagle A-101 de 1926 había alcanzado algún éxito, pero su gran tendencia de entrar en barrena había resultado en varios accidentes en vuelos de entrenamiento. Giuseppe Bellanca rediseñó el biplano con un fuselaje más largo y capota más estrecha para acomodar el motor radial de cinco cilindros Kinner K-5 de 100 hp, que tenía las cabezas de los cilindros expuestas. Para denotar el año de su primera aparición, le fue aplicada la designación A-129. Obtuvo el certificado de tipo ATC 124.

## Variantes
Una variedad de motores equipó al A-129 sin cambiar la designación del modelo. Incluían el Curtiss OX-5 de 90 hp y otros siete hasta el Wright J-4 de 200 hp.

## Historia operacional
Inicialmente diseñado para reemplazar los A-101 de las Porterfield Flying Schools, el nuevo biplano demostró tener buenas características de vuelo y fueron construidos más de 400. El avión también fue volado por circos aéreos (barnstormers) y pilotos deportivos.
Varios A-129 permanecen en estado de vuelo y hay ejemplares preservados en el Rhinebeck Aerodrome Museum de Old Rhinebeck en el Estado de Nueva York y en el Kansas Aviation Museum, de Kansas City.

## Especificaciones (Kinner K-5 de 100 hp)

### Características generales
- Tripulación: Uno.
- Capacidad: Uno o dos pasajeros.
- Longitud: 7,13 m
- Envergadura: 9,14 m
- Peso útil: 362,87 kg
- Planta motriz: 1× motor radial de 5 cilindros refrigerado por aire Kinner K-5.
  - Potencia: 100 kW (138 HP; 136 CV)

### Rendimiento
- Velocidad nunca excedida (Vne): 168,98 km/h
- Velocidad crucero (Vc): 144,84 km/h
- Velocidad de entrada en pérdida (Vs): 56,33 km/h
- Alcance: 804,67 km